# Asiaciti Trust
Asiaciti Trust est une société internationale de fiducie et de services (services offshore notamment) aux entreprises, fondée en 1978, qui se présente sur son site internet comme « une entreprise familiale et totalement indépendante » fournissant des services spécialisés, financiers, fiduciaires, administratifs et de transfert de richesse dans toute l'Amérique centrale et la région Asie-Pacifique, « aux particuliers, aux intermédiaires et aux entreprises ». Ces services incluent la « constitution et gestion de trusts internationaux », « planification fiscale et successorale internationale ou la planification de la succession », « services aux entreprises offshore ». Son siège social est actuellement basée à Singapour.
Ce bureau d'avocats fait partie des 14 entités qui ont contribué à alimenter en documents l'enquêtes du Consortium international des journalistes d'investigation (ICIJ) qui a abouti au scandale des Pandora Papers, mais il était également déjà cité dans les Panama Papers,.

## Localisations
En 2021, outre à Singapour où est basé son siège, l'entreprise dispose aussi de bureaux à Hong Kong, aux Îles Cook, à Dubaï, à Nevis, en Nouvelle-Zélande, au Panama et aux Samoa.

## Histoire
En 1978 Asiaciti Trust est créé dans le Hong Kong britannique par l'Australien Graeme W. Briggs. Ce dernier était auparavant l'associé fiscal international de Marquand & Co. qui a lui-même acquis les opérations internationales de Marquand & Co en 1975.
Il est aussi (6 juillet 1990) fondateur d'une société dénommée Offshore Institute (avec Walter H. Diamond comme vice-président), basé sur l'île de Man et dissoute le 18 octobre 1999.
Fin-1984, Asiaciti transporte son siège à Singapour.
En septembre 2020, Asiaciti Trust nomme Colin Porter directeur général du groupe.
La même année, Asiaciti Trust nomme une nouvelle directrice générale pour son bureau néo-zélandais (Kate Weiss).
En janvier 2021, Asiaciti Trust se donne un nouveau directeur général pour son bureau de Singapour : Ross Belhomme.

## Activités caritatives
Asiaciti Trust affiche un soutien à plusieurs projets caritatifs via sa fondation Asiaciti Trust Charitable Foundation. L'un de ses plus grands projets est Latin American Roaming Art (LARA).
En 2018, Asiaciti Trust a parrainé le Middle East Wealth Management Forum à Dubaï.

## Prix et distinctions
- 2020 : Meilleure fiducie ou société fiduciaire indépendante, WealthBriefing MENA Awards[14],[15]
- 2019 : Meilleure société fiduciaire ou fiduciaire indépendante, WealthBriefing MENA Awards[16],[17]
- 2018 : Meilleure fiducie ou fiduciaire indépendante, WealthBriefing GCC Region Award[18]
- 2017 : Meilleure fiducie ou fiduciaire indépendante, WealthBriefing GCC Region Award[19]
- 2016 : Meilleure fiducie ou fiduciaire indépendante, WealthBriefing GCC Region Award[20]
- 2015 : Best for Fund Administration et Best for Private Client Wealth Planning (Singapour), AI International Finance Awards[21]
- 2013 : Administrateur de fonds de l'année (Singapour), Acquisition International Finance Awards[22]

## Controverses
Le Trust Asiaciti apparaît, avec une place importante, au cœur de deux enquête journalistiques de l'ICIJ permises par des fuites massives de données : les Paradise Papers puis les Pandora Papers,,.
Selon ces sources, et l'analyse qu'Olaf Kaltmeier en fait : le modèle de développement de cette entreprise semble basé sur le secret et l'anonymat, « de sorte que les clients y sont souvent référés par des alias. Les cabinets d'avocats qui exploitent l'entreprise par l'intermédiaire de sociétés crées pour ces clients établissent, pour la plupart, des administrateurs fictifs spécialement désignés pour détourner l'attention des véritables propriétaires. C'est grâce à cette opacité que les vrais propriétaires peuvent alors effectuer des transactions financières et augmenter leur richesse et leur richesse, notamment grâce à la spéculation dans les transactions monétaires ».
Selon Pacini, Lin et Patterson (2021) (enseignant la Comptabilité et la Finance à l'université du Sud de la Floride) citant Murphy (2017), « la plupart des activités exposées par Paradise Papers étaient techniquement légales, mais la réponse du public dans de nombreux pays a été très négative, de nombreuses actions étant jugées contraires à l'éthique », mais bien que le secteur ait prétendu s'assainir, les mêmes défauts semblent à nouveau mis à jour par les Panama Papers oui les Pandora Papers, qui tous deux ont retrouvé Asiaciti comme l'une des deux plus grosses sources de documents illustrant des processus jugés contraire à l'éthique et au devoir civique par l'opinion publique et de nombreux responsable de la gouvernance financière des pays,.
Quelques jours après les premiers article sur les Pandora Papers, le 4 octobre 2021, dans une réponse à l'ICIJ et aux médias, Asiaciti s'engage « à respecter les normes commerciales les plus élevées, notamment en veillant à ce que nos opérations soient pleinement conformes à toutes les lois et réglementations ». Asiaciti affirme que tous ses bureaux ont subi avec succès « des audits par des tiers pour les pratiques de lutte contre le blanchiment d'argent et le financement du terrorisme au cours des dernières années (...) Aucun programme de conformité n'est infaillible – et lorsqu'un problème est identifié, nous prenons les mesures nécessaires en ce qui concerne l'engagement du client et faisons les notifications appropriées aux organismes de réglementation ». Selon Asiaciti, au cours de ses 45 ans d'histoire, l'entreprise a pu connaitre des problèmes qui ne reflètent pas l'activité actuelle « Nous reconnaissons qu'il y a eu des cas isolés dans le passé où nous n'avons pas suivi le rythme, et dans ces situations, nous avons travaillé en étroite collaboration avec les autorités réglementaires pour remédier à toute lacune et avons rapidement mis à jour nos politiques et procédures ».

### Vidéographie
- (en) [vidéo] ABC News In-depth, « The Pandora Papers: How the world of offshore finance is still flourishing », sur YouTube (consulté le 12 octobre 2021).